# Ерік Крістіансен
Ерік Крістіансен (дан. Erik Christiansen, 20 вересня 1956) — данський академічний веслувальник.
Бронзовий призер Олімпійських Ігор 1984 року в складі розпашної четвірки без стернового, учасник 1980 року.